# Андерсонвил — Логор смрти
Андерсонвил — Логор смрти је југословенски филм из 1975. године. Режирао га је Сава Мрмак, а сценарио је писао Сол Левит.

## Улоге
| Глумац              | Улога |
| ------------------- | ----- |
| Столе Аранђеловић   |       |
| Иво Јакшић          |       |
| Ирфан Менсур        |       |
| Предраг Милинковић  |       |
| Воја Мирић          |       |
| Драган Оцокољић     |       |
| Васа Пантелић       |       |
| Миодраг Радовановић |       |
| Рамиз Секић         |       |
| Марко Тодоровић     |       |
| Стево Жигон         |       |
| Милош Жутић         |       |